# Rhagodax wadidaba
Genre
Espèce
Rhagodax wadidaba, unique représentant du genre Rhagodax, est une espèce de solifuges de la famille des Rhagodidae.

## Distribution
Cette espèce est endémique de Jordanie. Elle se rencontre vers Wadi Daba.

## Description
Le mâle mesure 25 mm et la femelle 32 mm.

## Étymologie
Son nom d'espèce lui a été donné en référence au lieu de sa découverte, Wadi Daba.

## Publication originale
- Roewer, 1941 : Solifugen 1934-1940. Veröffentlichungen aus dem Deutschen Kolonial und Uebersee-Museum in Bremen, vol. 3, no 2, p. 97-192 (texte intégral).